# Цигленица (Поповача)
Цигленица је насељено место у општини Поповача, у Мославини, Хрватска, пре нове територијалне организације у саставу бивше велике општине Кутина. Најбројнија етничка заједница у селу су Италијани.

## Становништво
| Националност       | 1991.       |
| Хрвати             | 62 (43,66%) |
| Срби               | 3 (2,11%)   |
| Југословени        | 4 (2,81%)   |
| остали и непознато | 73 (51,40%) |
| Укупно             | 142         |